# Неоренессанс

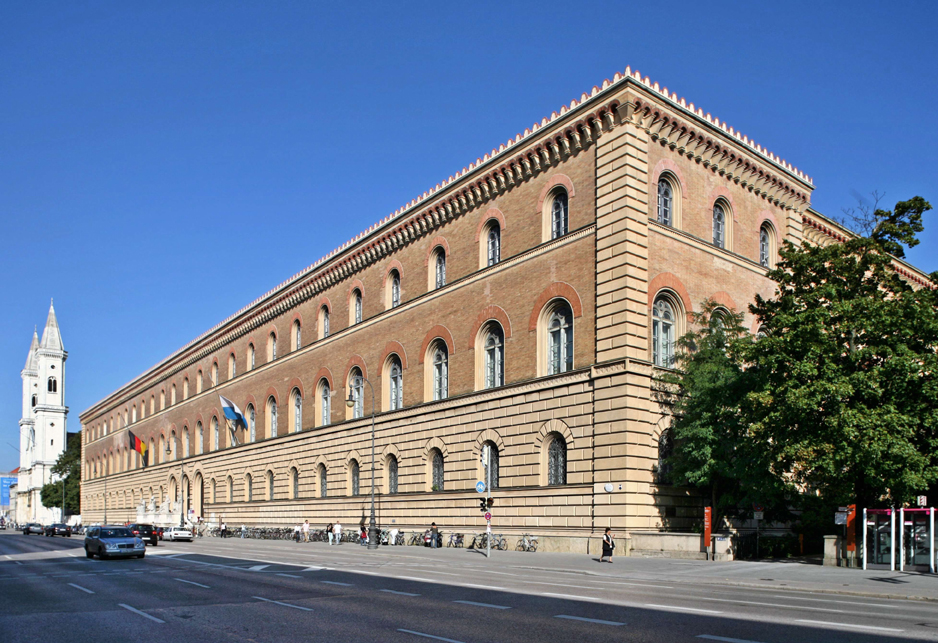
Здание Баварской государственной библиотеки. 1832—1842. Архитектор Ф. фон Гертнер

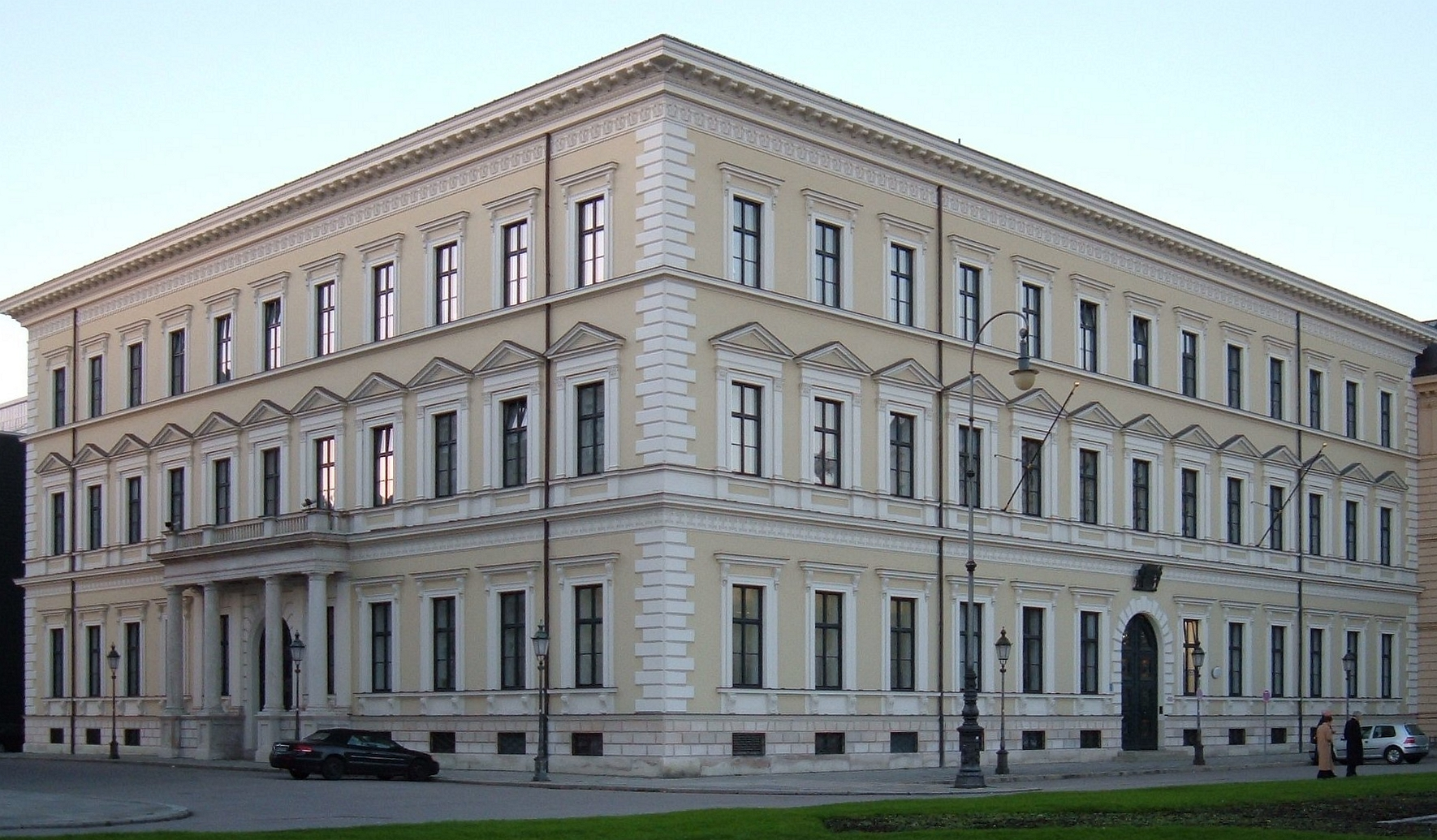
Дворец герцога Лейхтенбергского в Мюнхене. 1817—1821. Архитектор Лео фон Кленце

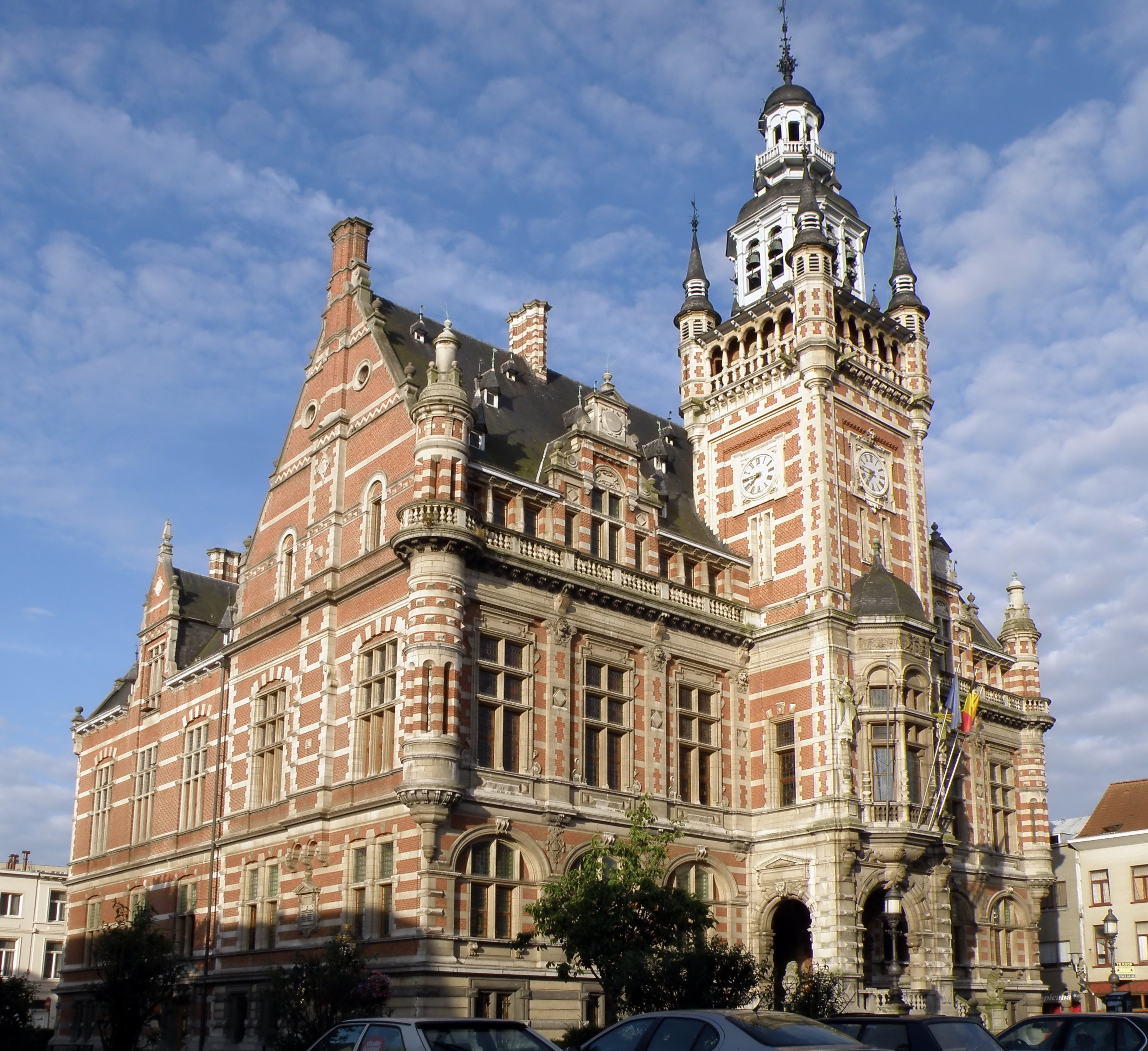
Здание Ратуши района Боргерхаут, Антверпен, Бельгия. Характерный пример «северного» неоренессанса

Неоренессанс — условное название одного из неостилей, получившего распространение в период историзма XIX века. Основу этого стиля составила архитектура итальянского Возрождения. Отсюда название. В отличие от римского классицизма начала XVI века, стилевых течений классицизма XVII и неоклассицизма XVIII веков, в композиции зданий, оформлении интерьеров, в мебели и изделиях декоративно-прикладного искусства, называемых неоренессансными (нем. Neo-Renaissance), эклектично соединяются элементы искусства Северного Возрождения — Фландрии, Нидерландов, Германии, Англии, готические мотивы, формы французского Ренессанса и немецкого барокко.
В странах Западной Европы и России архитектурный стиль неоренессанса приобретал различные формы в зависимости от местных традиций средневекового и ренессансного искусства. Обычно выделяют два течения, условно называемых «итальянским» и «германским». Для первого наиболее характерны симметрия, рациональное пропорционирование, пилястровый ордер, рустика, венецианское или брамантово окно. Для второго течения типичны «вертикальность» (в противоположность итальянской «горизонтальности»), шатровые башни, угловые ризалиты, высокие кровли со щипцами, эркеры. Цветовая гамма определяется сочетанием красного кирпича и белого камня, который нередко образовывал белые полоски, называемые «слоями сала» (нидерл. speklagen).

## Источники и развитие стиля

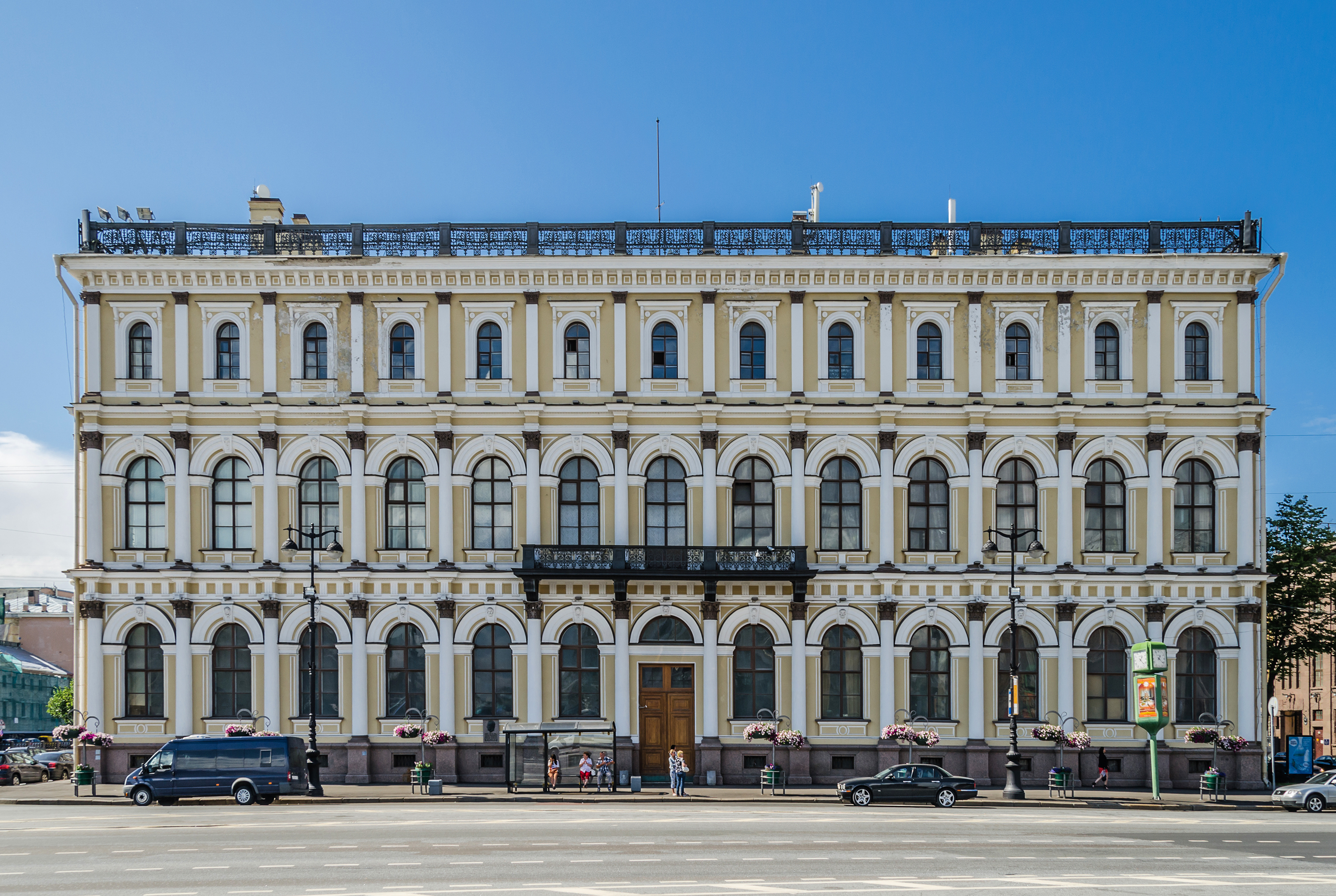
Дом министра Государственных имуществ. Санкт-Петербург. 1847—1853. Архитектор Н. Е. Ефимов

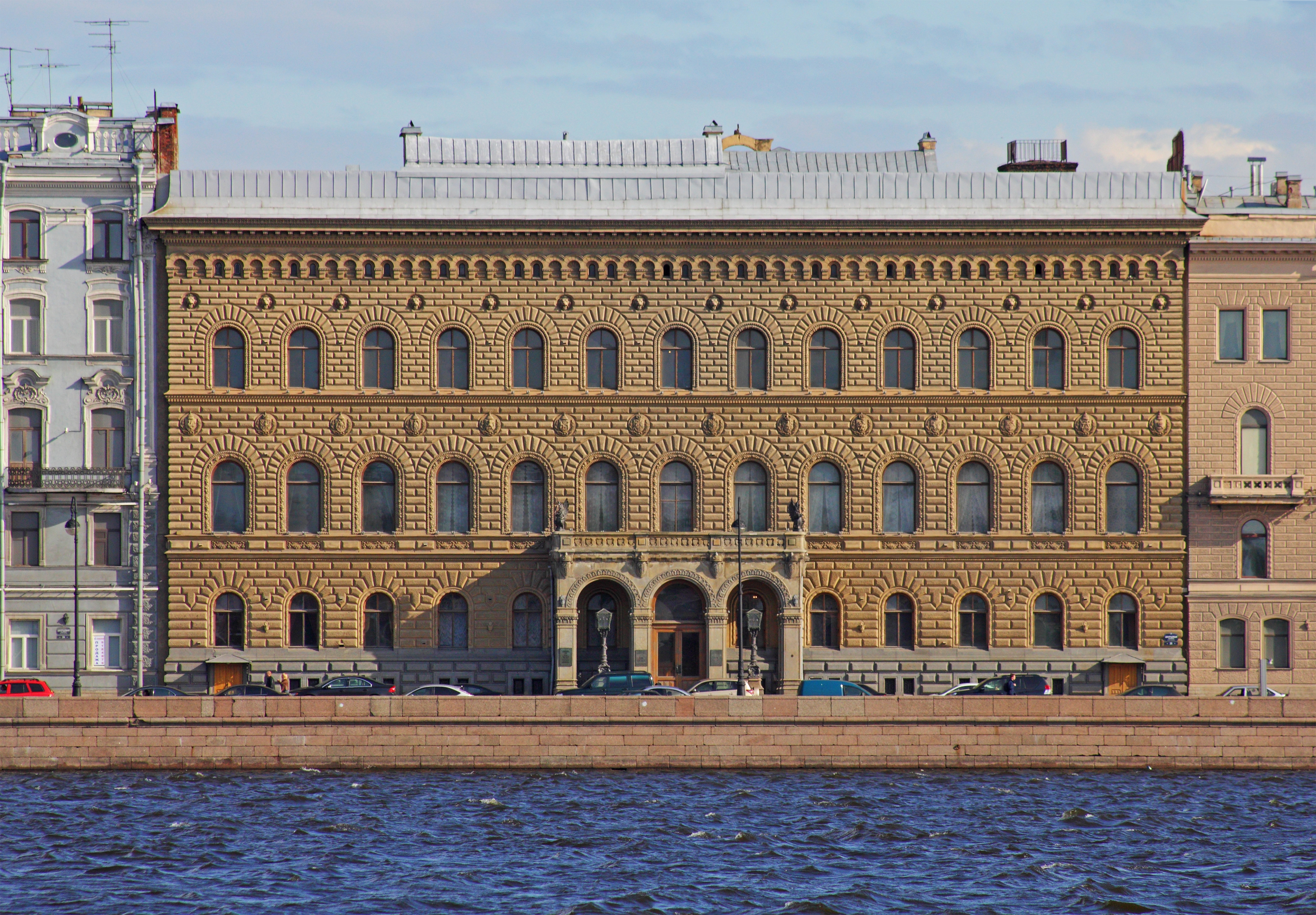
Дворец великого князя Владимира Александровича. Санкт-Петербург. 1867—1868. Архитектор А. И. Резанов

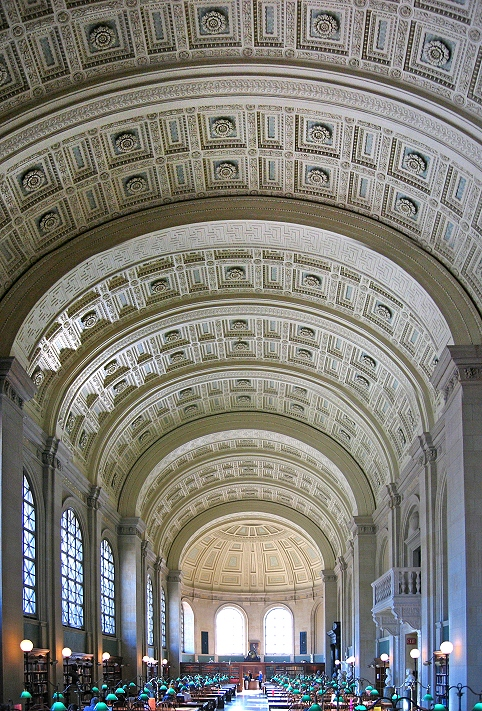
Читальный зал Бостонской публичной библиотеки